# Юнацька збірна Англії з футболу (U-18)
Юнацька збірна Англії з футболу до 18 років (англ. England national under-18 football team) — національна футбольна команда, що представляє Англію в міжнародних турнірах та товариських матчах, за яку мають право виступати гравці віком 18 років та молодші. Збірна контролюється Футбольною асоціацією Англії.

## Історія
Команда брала участь у Юніорському турнірі ФІФА (пізніше УЄФА), вигравши цей турнір сім разів. Після того, як турнір було перейменовано на чемпіонат Європи серед юнаків до 18 років, Англія вигравала ще двічі — у 1980  та 1993 роках.  
У 2001 році змінилися правила участі, і у турнірі стала брати участь збірна до 19 років, а команда до 18 років стала здебільшого брати участь в міжнародних товариських матчах.

## Досягнення
- Переможець Юніорського турніру ФІФА: 1948
- Переможець Юніорського турніру УЄФА (6): 1963, 1964, 1971, 1972, 1973, 1975
- Фіналіст Юніорського турніру УЄФА (3): 1958, 1965, 1967
- Переможець чемпіонату Європи (до 18 років) (2): 1980, 1993